# Chapar
Chapar è una suddivisione dell'India, classificata come town committee, di 18.559 abitanti, situata nel distretto di Dhubri, nello stato federato dell'Assam. In base al numero di abitanti la città rientra nella classe IV (da 10.000 a 19.999 persone).

## Geografia fisica
La città è situata a 26° 16' 0 N e 90° 28' 0 E e ha un'altitudine di 21 m s.l.m..

## Società

### Evoluzione demografica
Al censimento del 2001 la popolazione di Chapar assommava a 18.559 persone, delle quali 9.560 maschi e 8.999 femmine. I bambini di età inferiore o uguale ai sei anni assommavano a 2.540, dei quali 1.315 maschi e 1.225 femmine. Infine, coloro che erano in grado di saper almeno leggere e scrivere erano 11.974, dei quali 6.757 maschi e 5.217 femmine.